# LNB

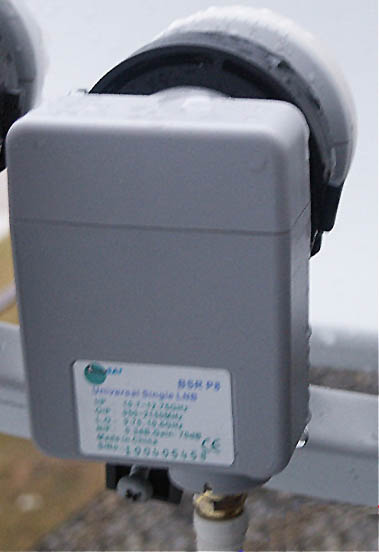
Um LNB, presente nas ponteiras das antenas parabólicas.

Um LNB (sigla inglesa para Low-noise block converter, numa tradução livre: "conversor de baixo ruído") é um equipamento encontrado em antenas parabólicas usado para a recepção de sinais de satélites emitidos na faixa de frequência das micro-ondas do espectro das ondas electromagnéticas, geralmente em duas bandas, Banda C e Banda Ku.
O LNB capta o sinal e faz uma redução de sua frequência para ser injectado no cabo coaxial que está ligado ao receptor, geralmente a faixa de frequência usado é a da chamada Banda L correspondente à frequência em Banda C e/ou Banda Ku.
O princípio que rege o funcionamento eletrônico de um LNB é o do super-heteródino.

## LNBF (Low-noise Block Converter "Feed Horn")

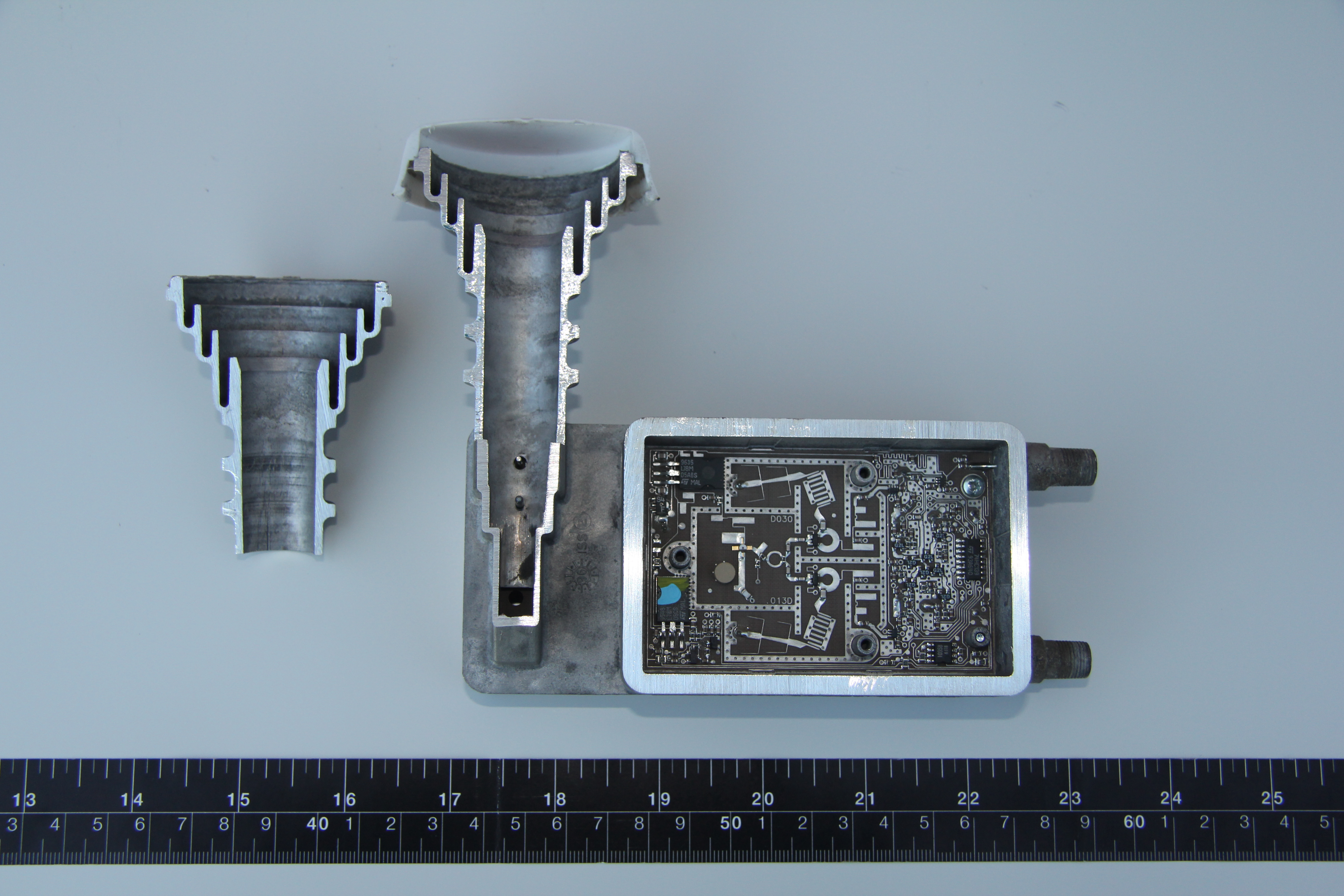
Um LNB cortado ao meio.

É um tipo de LNB (abreviação de Low Noise Block-downconverter Feed (ou Bloco de Conversão de Baixo Ruído com Alimentador)) capaz de seleccionar a localização dos satélites e a codificação dos canais recebidos através duma variação na sua tensão de alimentação, não sendo, assim, necessário o uso de um pólo-rotor, que gerava problemas.[carece de fontes?] É o equipamento que converte o sinal eletromagnético recebido do satélite pela antena em um sinal elétrico a fim de que possa ser interpretado pelo receptor.
É um LNB com o "Feed Horn" (alimentador ou iluminador) integrado. Muitas vezes o "F" é omitido, como o LNB Ku, apesar de o alimentador estar integrado, não é comum denominar-se LNBF Ku.
Sua função é a de receber o sinal concentrado pela antena, transformá-lo em sinais elétricos, alterar a frequência da portadora do sinal e amplificá-lo para envio ao receptor conectado. O valor em frequência desta portadora varia com a banda de transmissão do sinal, sendo de 5,15 ou 5,75 GHz para Banda C e 9,75 ou 10,6 GHz para Banda Ku, e a este valor às vezes é dado o nome de OL ou LO (Oscilador Local ou Local Oscilator). As frequências dos sinais que podem ser recebidas nos receptores também devem corresponder à Banda L - estar entre 950 e 2150 Mhz.